# Ferme MacDonald
La ferme Macdonald est un site historique provincial et un parc provincial  du Nouveau-Brunswick, situé à Lower Newcastle-Russelville. Elle a été construite entre 1815 et 1820 par Alexander MacDonald, un militaire et politicien actif dans sa communauté et ayant participé à la guerre d'indépendance américaine.
La ferme comporte une grande maison en pierre de style palladien, une grange, des champs et un quai dont la superficie est de 554 400 m2.